# Tomasz Niegodzisz
Tomasz Niegodzisz (ur. 11 czerwca 1957 w Suwałkach) – polski urzędnik państwowy i dyplomata, dyrektor Instytutu Polskiego w Mińsku (1997–2000), ambasador w Senegalu (2000–2004), Libanie (2008–2013) i Serbii (2016–2018).

## Życiorys
Szkołę średnią ukończył w Warszawie. Absolwent Wydziału Prawa, Prawa Kanonicznego i Administracji na Katolickim Uniwersytecie Lubelskim (1985). Przez 2 lata studiował w Uniwersytecie Aix-en-Provence, gdzie zajmował się prawem porównawczym państw rozwijających się. Odbywał również studia doktoranckie oraz roczne stypendium naukowe na Uniwersytecie we Fryburgu w Szwajcarii. W latach 1983–1991 współpracował z paryską „Kulturą”. Był aktywny we wspieraniu odbudowy Kościoła katolickiego w ZSRR. Po 1990 wydawał „Przegląd Akademicki”.
W 1993 podjął pracę w MSZ, początkowo w Departamencie Prawno-Traktatowym, a następnie w gabinecie ministra. W latach 1997–2000 był dyrektorem Instytutu Polskiego w Mińsku. W latach 2000–2004 pełnił funkcję ambasadora w Senegalu (akredytowany również na Gambię, Mali, Burkina Faso i Gwineę). W 2007–2013 mianowany ambasadorem w Libanie. Od 2013 ambasador tytularny. Od 2016 ambasador w Serbii. 30 września 2018 zakończył kadencję i wrócił do centrali MSZ.
Zna język francuski oraz rosyjski.

## Odznaczenia
- Krzyż Pro Ecclesia et Pontifice – Stolica Apostolska
- Wielki Oficer Orderu Narodowego Cedru – Liban